# Edward Lee Thorndike
Edward Lee Thorndike (1874-1949) va ésser un psicòleg i pedagog estatunidenc, deixeble de William James a Harvard. Al seu país ha estat un dels precursors de la psicologia educativa i de l'estadística psicològica. Va contribuir a la psicometria amb el desenvolupament d'una prova d'intel·ligència i d'una escala d'escriptura. Va demostrar, en col·laboració amb Robert Woodworth, que les disciplines formatives no aguditzen la capacitat d'aprenentatge dels alumnes.

## Biografia
Thorndike nasqué a Williamsburg (Massachusetts), fill del ministre metodista de Lowell (Massachusetts). Efectuà els seus estudis a la Roxbury Latin School (1891), de Boston i després a la Universitat Wesleyana (Connecticut) (1895). Després cursà un màster a la Universitat Harvard (1897). Els seus dos germans també van destacar en els estudis, el gran, Ashley fou professor d'anglès i una autoritat en Shakespeare, i el menut, Lynn, s'especialitzà en història medieval i realitzà assaigs sobre el paper de la ciència i la màgia en aquella època.
Estant a Harvard, s'interessà en com aprenen els animals (etologia), treballà amb William James, considerat el pare de la psicologia al seu país, interès que derivaria cap a l'estudi de com aprenen els éssers humans. El 1898 acabà la seva tesi doctoral a la Universitat de Colúmbia, sota la supervisió de James McKeen Cattell, un dels fundadors de la psicometria. La tesi de Thorndike és considerada un document essencial en la psicologia comparativa moderna.
El 1899, després d'un any treballant a la universitat per a dones Case Western Reserve, a Cleveland (Ohio), fou contractat a l'Escola de Mestres de la Universitat de Colúmbia com a professor de psicologia, on romandria durant la resta de la seva carrera. El 1937 Thorndike fou nomenat president de la Societat Psicomètrica, seguint les passes del fundador, Louis Leon Thurstone.
El 29 d'agost del 1900, es casà amb Elizabeth Moulton, amb qui tingué quatre fills.
A començaments de la seva vida professional, adquirí unes terres a la vora del riu Hudson i animà a altres investigadors a establir-se a prop d'ell.

## Experiments conductistes i velocitat d'aprenentatge
Thorndike no tan sols fou pioner en el conductisme i en l'estudi de l'aprenentatge, sinó en emprar animals per fer experiments clínics. La seva dissertació doctoral "Intel·ligència animal: estudi experimental dels processos d'associacions en animals", fou el primer efectuat en psicologia amb subjectes no humans. Thorndike estava interessat en saber si els animals poden aprendre tasques emprant la imitació i l'observació. Per investigar-ho, creà un joc de caixes, que tenien aproximadament 20 polsades de llarg, 15 d'ample i 12 d'alçada. Cada caixa tenia una porta que es podia obrir cap enfora amb un senzill mecanisme: un pes, lligat a una corda i l'altre cap de la corda lligat al tirador de la porta. La corda del tirador també estava unida a un botó o polsador situat a l'interior de la caixa. Quan l'animal premia el polsador, el pes lligat a la corda es movia i feia que la porta s'obrís. Les caixes estaven col·locades de manera que es podia mesurar el temps que tardava l'animal en donar la resposta: prémer el botó per fer que s'obrís la porta i sortir. Sovint l'al·licient per fer la tasca era que l'animal tenia el menjar fora de la caixa.
Al començament, emprà gats per fer l'experiment. Els gats es mostraven inquiets fins que, casualment, tocaven el botó situat a la part de baix i aconseguien fugir. Repetint l'experiència, finalment van aprendre que saltar damunt el botó era la manera de sortir. Per veure si podien aprendre això mitjançant l'observació, col·locà gats nous en caixes situades al davant de gats experimentats, de manera que els uns podien observar com resolien el problema els altres. Llavors comparà el temps emprat pels gats que havien sortit aprenent dels altres i el temps emprat pels que havien descobert per si mateixos la manera de sortir, i observà que no hi havia diferència. Thorndike obtingué els mateixos resultats amb altres animals. Això el feu desistir en formular una explicació sobre l'aprenentatge per assaig i error. La gràfica del temps de resposta enregistrat per cada animal, al llarg de les diverses experiències amb les caixes, mostrava una corba ascendent, ja que cada vegada eren més ràpids en donar la resposta. Les diverses corbes d'aprenentatge suggerien que els animals d'espècies diferents aprenien de la mateixa manera tot i que a velocitats diferents. Thorndike deia que, en part s'havia vist motivat a fer això perquè els llibres del seu temps elogiaven la facultat d'aprenentatge dels animals, sense haver-la posat a prova, donant per suposat una extraordinària intel·ligència innata i sense citar cap autor que la demostrés.
Thorndike volia saber si els gats tancats a les seves caixes sortien emprant el seu instint. Arribà a la conclusió que si els animals aprenien per imitació, llavors el temps de resposta baixava de cop durant un període, cosa que en la corba d'aprenentatge figurava com una caiguda abrupta, mentre que els animals que empraven un mètode d'assaig i error com a manera habitual de resolució mostraven corbes graduals.

## Teoria de l'aprenentatge
Thorndike posà la seva experiència al servei de l'exèrcit del seu país durant la primera guerra mundial. Creà les versions Alfa i Beta del que actualment s'anomena prova ASVAB, que és un conjunt de test de personalitat per aplicar als reclutes. Després de passar diverses proves del grup Alfa, Thorndike s'adonà que alguns soldats no sabien llegir prou bé en anglès i que això desfigurava el resultat, per la qual cosa creà el Beta, consistent en imatges i diagrames. Aquestes contribucions van ser molt importants en el desenvolupament posterior de la psicologia de l'aprenentatge efectuat per altres col·legues.
Thorndike creia que "la instrucció hauria de perseguir objectius específics, socialment útils". Pensava que la capacitat d'aprenentatge no declinava fins als 35 anys, i que només llavors minvava a la velocitat d'1 per cent a l'any, idea que anava en contra del pensament de la seva època reflectit en la dita popular "no pots ensenyar trucs nous a gossos vells". Thorndike comprovà que és la velocitat d'aprenentatge el que declina amb l'edat i no la capacitat.
Thorndike identificà tres grans àrees del desenvolupament intel·lectual. La primera, la intel·ligència abstracta, és l'habilitat de processar i entendre els diversos conceptes. La segona, la intel·ligència mecànica, és l'habilitat per manipular objectes físics. La tercera, la intel·ligència social, la habilitat per reeixir en les interaccions humanes.
Una altra aportació a la psicologia de l'aprenentatge que el feu famós, va ser la seva llei de l'efecte, però en total formulà dotze lleis de l'aprenentatge:
1. L'aprenentatge és incremental.
2. L'aprenentatge es produeix automàticament.
3. Tots els animals aprenen de la mateixa manera.
4. La llei de l'efecte, que afirma que la conducta que va seguida de bones conseqüències és més probable que es repeteixi en el futur i la que va seguida de fets desagradables tendirà a disminuir.
5. La llei de l'exercici, que se subdivideix en dos
  1. Llei de l'ús. Com més sovint es fa servir una associació, més forta es fa.
  2. Llei del desús. Com més llarg és el temps que es fa servir per una associació, menys força té.
6. llei de la darrera resposta, la solució més recent a un problema és la més probable que perduri.
7. Llei de la resposta múltiple o del problema resolt per assaig i error. Un animal provarà diferents maneres de resoldre un problema si la primera que prova no el condueix a un estat específicament buscat.
8. Llei de l'actitud, els animals tenen predisposició a actuar d'una manera determinada.
9. Llei de la prepotència dels elements. Un subjecte pot filtrar els aspectes irrellevants d'un problema i centrar-se en buscar resposta als elements importants.
10. Llei de la resposta per analogia. Les solucions emprades en una situació semblant o relacionada, es podran fer servir en un context nou.
11. llei de la transferència o teoria dels elements idèntics. Aquesta teoria estableix que l'extensió d'una informació apresa en una situació determinada a una altra situació dependrà de la similitud entre les dues situacions. Com més similars, major serà la quantitat d'informació que es transferirà, i si les situacions no tenen res en comú, la informació apresa no tindrà valor per ser aplicada en la situació nova.
12. Llei del canvi associatiu, que afirma que és possible modificar qualsevol resposta donada a un estímul si canvia la presentació de l'estímul que la causa. La resposta que es dona a una situació A, si es presenta assocada a un estímul B (situació AB), i finalment també davant l'estímul B a soles, la resposta canviarà d'una condició a l'altra per associació.
13. Llei de la predisposició. Thorndike reconeix que les respostes poden diferir en la predisposició, per exemple hi ha una major predisposició a menjar que a vomitar; també va observar que el cansament resta predisposició envers el joc i que augmenta la predisposició a dormir. A l'estat baix o negatiu respecte a la predisposició l'anomenà indisposició. La conducta i l'aprenentatge estan influïts per la predisposició o la indisposició i per la força amb què apareixen. La qualitat de les respostes i associacions d'aprenentatge depenen de la predisposició a actuar.
14. Llei de la identificació. Segons Thorndike, la identificació o situació contextual és una resposta primerenca del sistema nerviós. Quan el cervell reconeix una resposta, les connexions apreses es poden aplicar a una altra situació, i aquestes connexions dependran de la manera com es va enregistrar originalment en la ment. Per tant, una gran quantitat d'aprenentatge és el resultat de canvis en la identificació de situacions. Thorndike creia també que l'anàlisi podia canviar el registre de situacions segons grups de característiques, com ara el nombre de costats d'una figura, i que això ajuda la ment a copsar i memoritzar la situació i augmentar-ne la identificació.
15. Llei de la disponibilitat, que fa referència a la facilitat d'obtenir una resposta específica, per exemple, és mes fàcil per a una persona aprendre a tocar-se la boca o el nas que a dibuixar una línia de 5 cms amb els ulls tancats.

El 1929, Thorndike revisà la seva teoria sobre l'aprenentatge i s'adonà que estava equivocat. Després de moltes investigacions es veié forçat a reformular-la ja que comprovà que la pràctica per si mateixa no reforça una associació i que el temps, per si sol no afebleix una associació. També rebutjà la llei de l'efecte, en trobar que un estat de satisfacció reforça una associació, però que el càstig no sempre resulta efectiu per modificar conductes. Posa una gran èmfasi en les conseqüències de la conducta com a fonament d'allò que s'aprèn o no s'aprèn. La seva obra representa la transició entre l'escola funcionalista vers la conductista. Fou una gran influència en B.F. Skinner i Clark Hull. Skinner, com Thorndike, experimetà amb animals per observar què eren capaços d'aprendre. les teories de Thorndike i Ivan Pàvlov foren sintetitzades per Clark Hull. La seva obra sobre motivació i actitud estan formades directament en els estudis sobre la natura humana i l'ordre social. La recerca de Thorndike menà cap a la psicologia comparativa durant cinquanta anys i influí en nombrosos psicòlegs.

## Eugenèsia
Thorndike fou un defensor de l'eugenèsia. Argumentava que "la criança selectiva podia alterar la capacitat d'aprenentatge dels homes, millorar la salut, el desig per la justícia i la felicitat. Ni hi ha manera més segura i econòmica de millorar l'entorn d'un home que millorant la seva natura."

## Idees sobre les dones
A diferència d'altres conductistes, com John Watson, que posaven un gran èmfasi en l'impacte de l'ambient en la conducta, Thorndike creia que les diferències en la conducta envers els infants de pares i mares és més degut a raons d'origen biològic que culturals. Tot i que acceptava que la societat pot "complicar o deformar" el que ell creia eren diferències innates, afirmava que "si nosaltres [els investigadors] aconseguíssim un entorn absolutament semblant per a nois i noies, aquests instints produirien amb certesa diferències importants en les activitats mentals i morals de nois i noies". De fet, el mateix Watson li criticà obertament la idea de l'instint maternal en humans, en un article referent a les seves observacions sobre mares primerenques i les dificultats per alletar. Watson argumentava que quan Thorndike es referia l'instint d'alletament com una extensió de les "tendències irracionals a acaronar, mimar i cuidar dels altres," les quals eren realitzades amb dificultat per les mares primerenques, això millorava si eren ensinistrades, i això demostrava que el factor instint és pràcticament nul.
Les creences de Thorndike sobre les diferències innates de pensament i conducta entre homes i dones arribaven a la misogínia i emprà arguments pseudocientífics sobre el paper de les dones en la societat. Per exemple, afirmava que existia en les dones un instint de submissió i escrigué: "Les dones en general són de natura submises envers els homes en general." Malgrat que aquestes opinions mancaven de proves que les sostinguessin, eren una creença força estesa en la seva època i en molts casos es feien servir per justificar prejudicis contra l'accés de les dones en estudis superiors (incloent l'admissió en programes doctorals, laboratoris de psicologia i societats científiques).

## Crítica
Thorndike fou criticat per altres psicòlegs per la llei de l'efecte i pel mètode d'experimentació amb caixes Les crítiques sobre la llei de l'efecte absten els quatre aspectes de la seva teoria: l'efecte retroactiu, la implicació filosòfica d'aquesta llei, la identificació de les condicions efectives que causen l'aprenentatge i inutilitat pel que fa a la comprensió.
A causa de les seves idees racistes, sexistes i antisemites, durant el moviment de protesta relacionat amb la mort de George Floyd el 2020, el Comité del Col·legi de Mestres votà unànimement eliminar el seu nom d'un saló anomenat en honor seu Thorndike Hall.

## Obres educatives
Thorndike escrigué tres llibres de text per ajudar els mestres en l'ensenyament de la lectoescriptura. El primer llibre de la sèrie, The Teacher's Word Book (Llibre de paraules per al mestre) sortí al mercat el 1921 i els dos següents es publicaren una dècada després. El segon tenia un títol extens A Teacher's Word Book of the Twenty Thousand Words Found Most Frequently and Widely in General Reading for Children and Young People (llibre de vocabulari per al mestre, amb les dues mil paraules més freqüents de lectura general per a nens i joves) publicat el 1932, i el tercer titulat The Teacher's Word Book of 30,000 Words (llibre de vocabulari per al mestre, amb 30.000 mots), fou publicat el 1944.
En el prefaci del tercer, Thorndike escrigué que la llista de vocabulari "indica a qui ho vulgui saber si emprar una paraula escrita o parlada o saber com és d'habitual el seu ús en el'anglès estàndard" i més endavant adverteix que serà de més utilitat si els mestres els fan servir per prendre decisions sobre el mot més correcte en cada ocasió. algunes paraules requereixen més èmfasi que altres en la lectura i, segons l'autor, informa als mestres d'aquelles en què cal parar més atenció i reforç ja que haurien de ser part del saber permanent dels alumnes. Si una paraula que apareix en un text educatiu, no estava inclosa en la llista, només calia deduir el seu ús pel context sense haver-la de guardar en la memòria.
En l'apèndix A del segon llibre, Thorndike recomana la lectura de diversos llibres en els quals els alumnes poden trobar exemples d'ús del vocabulari proposat:
- Literatura infantil i juvenil: Bellesa Negra d'Anna Sewell, Donetes, L'illa del tresor, Cançó de Nadal, La llegenda de Sleepy Hollow, El company dels joves, Cartilla escolar, Primers lectors, Segones lectures, Terceres lectures.
- Literatura clàssica: La Bíblia, Declaració d'Independència dels Estats Units d'Amèrica.
- Autors de la literatura clàssica anglesa: William Shakespeare, Alfred Tennyson, William Wordsworth, William Cowper, Alexander Pope i John Milton.
- Llibres d'utilitat pràctica: de cuina, de costura i confecció de roba, de jardineria, almanac d'agricultura i el catàleg dels codis de correu.

## Obres de psicologia
- Educational Psychology, (1903)
- Introduction to the Theory of Mental and Social Measurements, (1904)
- The Elements of Psychology, (1905)
- Animal Intelligence, (1911)
- Individuality (1911)
- The Measurement of Intelligence, (1927)
- The Fundamentals of Learning, (1932)
- The Psychology of Wants, Interests, and Attitudes, (1935)